# 123e division d'infanterie (France)
Pour les articles homonymes, voir 123e division d'infanterie.
La 123e division d'infanterie est une division d'infanterie de l'armée de terre française qui a participé à la Première Guerre mondiale.

## Les chefs de la123eDI
- 14 juin 1915 - 30 avril 1917 : Général Corvisart
- 30 avril 1917 - 12 janvier 1919 : Général de Saint-Just

## Première Guerre mondiale

### Composition
- Infanterie

6e régiment d'infanterie de juin 1915 à novembre 1918
12e régiment d'infanterie de juin 1915 à novembre 1918
411e régiment d'infanterie de juin 1915 à novembre 1918
412e régiment d'infanterie de juin 1915 à juillet 1917
- Cavalerie

1 escadron du 7e régiment de dragons de juin 1915 à juillet 1917
2 escadrons du 6e régiment de hussards de juillet 1917 à novembre 1918
- Artillerie

2 groupes (puis 3 groupes à partir de juillet 1917) de 75 du 58e régiment d'artillerie de campagne de juin 1915 à novembre 1918
1 groupe de 75 du 24e régiment d'artillerie de campagne de janvier à juillet 1916

### Historique

#### 1915
- 15 juin - 23 août : constitution et occupation d'un secteur vers la ferme des Marquises et le nord-est de Saint-Léonard.
- 23 - 31 août : retrait du front, puis mouvement vers la région de Fismes ; repos.
- 31 août - 18 novembre : mouvement vers le front et occupation d'un secteur vers la Miette et la Ville-au-Bois, étendu à gauche le 15 octobre jusque vers le moulin Pontoy et réduit à gauche le 6 novembre jusqu'à la ferme du Temple.
- 18 novembre - 14 décembre : retrait du front et repos vers Mareuil-le-Port ; instruction.
- 14 décembre 1915 - 29 avril 1916 : transport par V.F. dans la région de Francheville. À partir du 19 décembre, mouvement vers le front et occupation d'un secteur vers Maisons de Champagne et la cote 196.

9 janvier 1916 : attaque allemande.
10 janvier : contre-attaque française.

#### 1916
- 29 avril - 16 mai : retrait du front, repos dans la région de Châlons-en-Champagne.
- 16 - 19 mai : transport par camions à Verdun.
- 19 mai - 1er juin : engagée dans la bataille de Verdun, vers la cote 304 et le bois d'Avocourt.

22 et 29 mai : violentes attaques allemandes.
- 1er - 22 juin : retrait du front ; repos dans la région de Fleury-sur-Aire, puis au sud-ouest de Bar-le-Duc.
- 22 juin - 2 juillet : mouvement vers le front. Engagée à nouveau dans la bataille de Verdun vers la cote 304 et la lisière du bois d'Avocourt.

26, 29, 30 juin et 1er juillet : attaques allemandes.
- 2 juillet - 1er août : retrait du front, repos dans la région de Fleury-sur-Aire.
- 1er - 23 août : mouvement vers le front et occupation d'un secteur vers la cote 304 et la lisière est du bois d'Avocourt.
- 23 août - 1er septembre : retrait du front, repos dans la région de Fleury-sur-Aire.
- 1er septembre - 30 octobre : mouvement vers le front et occupation d'un secteur vers la cote 304 et le bois Camard.
- 30 octobre - 22 novembre : retrait du front, repos vers Vaubecourt.
- 22 novembre - 14 décembre : transport par camions dans la région de Verdun, à partir du 26 novembre, occupation d'un secteur entre la Meuse et le bois d'Haudromont (exclus) ; travaux offensifs.
- 14 - 21 décembre : retrait du front, stationnement au sud de Verdun.
- 21 décembre 1916 - 15 janvier 1917 : transport par camions dans la région de Verdun et occupation d'un secteur entre la Meuse et Louvemont (exclus).

#### 1917
- 15 janvier - 6 février : retrait du front, transport par camions dans la région de Combles et Revigny ; repos et instruction.
- 6 février - 1er juillet : transport par camions vers le front ; à partir du 9 février occupation d’un secteur entre Vaux-devant-Damloup et la ferme des Chambrettes étendu à gauche jusqu'à Louvemont et à droite, le 5 mai jusqu'à Damloup.
- 1er juillet - 7 août : retrait du front ; repos dans la région de Ligny-en-Barrois.
- 7 - 26 août : transport par camions vers le front ; occupation d'un secteur vers Louvemont et la partie est de la côte du Poivre. À partir du 20 août, engagée dans la deuxième bataille offensive de Verdun, attaques des cotes 326 et 344.

21 août : contre-attaques allemandes repoussées. Puis organisation des positions conquises vers la cote 344 et la ferme Mormont.
- 26 août - 11 octobre : retrait du front, transport par camions vers Ramerupt ; repos et instruction. À partir du 30 septembre, transport dans la région de Rosières-aux-Salines ; repos et instruction.
- 11 octobre 1917 - 4 juin 1918 : transport par camions vers le front en Lorraine et occupation d'un secteur vers Bezange-la-Grande et Moncel.

20 février : action locale sur les positions allemandes.
7 mars : attaque allemande.

#### 1918
- 4 juin - 23 août : retrait du front, transport par V.F. de la région de Bayon, dans celle de Senlis, puis par camions dans celle de Clairoix. À partir du 10 juin, engagée dans la bataille du Matz, violents combats sur le Matz. Puis organisation défensive d'un secteur vers Chevincourt et le nord de Villers-sur-Coudun. À partir du 10 août, reprise de l'offensive (3e bataille de Picardie). Franchissement du Matz, prise de Vandélicourt, progression dans le massif de Thiescourt, prise de Thiescourt.

21 août : progression jusqu'à la Divette.
- 23 août - 14 septembre : retrait du front, repos vers Clairoix. Le 9 septembre, mouvement vers Villequier-Aumont ; repos.
- 14 - 28 septembre : mouvement vers le front. À partir du 15 septembre, engagée vers Tergnier et l'ouest de Vendeuil dans la poussée vers la ligne Hindenburg, progression en direction de La Fère. Organisation des positions conquises à l'ouest de La Fère et de Vendeuil.
- 28 septembre - 8 octobre : retrait du front, regroupement vers Villeselve, puis repos dans la région de Ham et de Béthencourt.
- 8 - 19 octobre : mouvement vers le front, engagée dans la bataille de Saint-Quentin.

9 octobre : prise d'Essigny-le-Petit.
10 octobre : prise de Fonsomme.
11 octobre : prise de Boukincamp. Combats de la ferme Forté et de Bernoville. Puis organisation des positions conquises. À partir du 16 octobre, engagée dans la bataille de Mont d'Origny.
17 octobre : combats de Grugies, en liaison avec l'armée britannique.
18 octobre : franchissement du canal de la Sambre à l'Oise, entre Tupigny et Hannapes.
- 19 - 26 octobre : retrait du front, repos au nord de Saint-Quentin.
- 26 octobre - 11 novembre : occupation d'un secteur de combat entre Étreux et Tupigny.

4 novembre : franchissement de la Sambre. Engagée dans la poussée vers la Meuse, prise d'Esquéhéries, du Nouvion de Trélon et de Glageon, puis progression jusque vers Robechies.

### Rattachement
- Affectation organique

38e C.A de juin à août 1915
15e C.A. d'août 1915 à novembre 1918
- 1re armée

14 septembre - 11 novembre 1918
- 2e armée

19 décembre 1915 - 15 janvier 1916
16 mai 1916 - 28 août 1917
- 3e armée

5 juin - 14 septembre 1918
- 4e armée

15 janvier - 16 mai 1916
28 août - 30 septembre 1917
- 5e armée

15 juin - 14 décembre 1915
- 8e armée

30 septembre 1917 - 5 juin 1918